# Szófia hercegnő
A Szófia hercegnő (eredeti cím: Sofia the First) 2013 és 2018 között futott amerikai televíziós 3D-s számítógépes animációs sorozat, amelynek alkotója Craig Gerber. A tévéfilmsorozat a Walt Disney Pictures gyártásában készült. Műfaját tekintve filmvígjáték-sorozat, kalandfilmsorozat és fantasy filmsorozat. Amerikában a Disney Junior vetítette, Magyarországon a Disney Channel, a Disney Junior és az M2 sugározta.

## Ismertető
Szófia egy átlagos kislány, akiből egy csodálatos hercegnő lesz. Szófiának el kell sajátítania az értékeket és tudást ahhoz, hogy csatlakozzon az udvarba. A királyi etikett labirintusáról, nem is beszélve. Szófia a legfiatalabb Disney hercegnő.
Szófia élete egy csapásra megváltozik akkor, amikor édesanyját feleségül veszi a Bűbáj Birodalom királya. Szófia egy pillanat alatt egy kastélyban találja magát az édesanyjával, új mostohaapjával, II. Roland királlyal és mostohatestvéreivel. Ez az a hely, ahol nem csak új családja a fontos, hanem az udvar elvárásainak is meg kell felelnie, mint újdonsült hercegnőnek.
Szófiának fontos megtanulnia, hogy kell hercegnőként viselkedni. Hamarosan ezért a Csipkerózsikából jól ismert tündérek, Flóra, Fauna és Fiona iskolájában találja magát. Ezen belül a Királyi Előkészítő Akadémián, ahova a mesék világának a többi hercegei és hercegkisasszonyai is járnak. Itt páran a jól ismert Disney hercegnők közül is felbukkannak, mint például Hamupipőke is. A kalandos és megkapó útja során, Szófia megtanulja a királyi udvarban, hogy kell mozogni és hercegnőként viselkedni. Eközben ugyanaz az elbűvölő, őszinte és bátor kislány marad, aki odafigyel mindenkire. Arról is gondoskodik, hogy körülötte levő emberek közül különlegesnek érezze magát mindenki.

## Szereplők
- Szófia – Átlagos kislány, és később hercegnő.
- Amber hercegnő – Szófia egyik újdonsült mostohatestvére.
- James herceg – Szófia másik újdonsült mostohatestvére.
- Miranda királynő
- Hildegard hercegnő
- Baileywick
- II. Roland király
- Fauna – Az első jól ismert tündér.
- Flora – A második jól ismert tündér.
- Fiona – A harmadik jól ismert tündér.

### Főszereplők
| Szereplő          | Eredeti hang                                                          | Magyar hang                                                                                 |
| ----------------- | --------------------------------------------------------------------- | ------------------------------------------------------------------------------------------- |
| Szófia            | Ariel Winter                                                          | Györke Laura                                                                                |
| Amber hercegnő    | Darcy Rose Byrnes                                                     | Koller Virág                                                                                |
| James herceg      | Zach Callison (1. hang) Tyler Merna (2. hang) Nicolas Cantu (3. hang) | Boldog Gábor                                                                                |
| Miranda királynő  | Sara Ramirez                                                          | Zsigmond Tamara (1-2. évad közepéig, 4. évadtól újból) Urbán Andrea (2. évad vége, 3. évad) |
| II. Roland király | Travis Willingham                                                     | Laklóth Aladár                                                                              |
| Cedric            | Jess Harnell                                                          | Vida Péter                                                                                  |
| Baileywick        | Tim Gunn                                                              | Jakab Csaba                                                                                 |
| Tapsi             | Wayne Brady                                                           | Zöld Csaba                                                                                  |
| Mia               | Ashley Eckstein                                                       | Wégner Judit                                                                                |
| Robin             | Meghan Strange                                                        | Nádasi Veronika                                                                             |

### Mellékszereplők
| Szereplő                     | Eredeti hang                     | Magyar hang                                                             |
| ---------------------------- | -------------------------------- | ----------------------------------------------------------------------- |
| Fauna                        | Russi Taylor                     | Csomor Csilla (1. hang) Andresz Kati (2. hang)                          |
| Flora                        | Barbara Dirickson                | Kovács Vanda (1. hang) Kovács Nóra (2. hang)                            |
| Fiona                        | Tress MacNeille                  | Szórádi Erika (1. hang) Halász Aranka (2. hang)                         |
| Zandar                       | Karan Brar                       | Straub Norbert                                                          |
| Minimusz                     | Eric Stonestreet                 | Posta Viktor                                                            |
| Hugó                         | Colin Ford                       | Bognár Zsolt (1. hang) Nagy Gereben (2. hang)                           |
| Hildegard hercegnő           | Coco Grayson                     | Csuha Borbála                                                           |
| Cleo hercegnő                | Harley Graham                    | Gulás Fanni                                                             |
| Jade                         | Isabella Acres                   | Vida Sára                                                               |
| Ruby Hanshaw                 | Diamond White                    | Boldog Emese                                                            |
| Gnarlie                      | Carlos Alazraqui                 | Rajkai Zoltán                                                           |
| Csini                        | Zoe Robb                         | Straub Martin (1. hang) Szercsik Boldizsár (2. hang)                    |
| Féreg                        | Jim Cummings                     | Renácz Zoltán (1. hang) Schneider Zoltán (2. hang)                      |
| Vivien hercegnő              | Sabrina Carpenter                | Károlyi Lili                                                            |
| Sárki                        | Ellie Kemper                     | Madarász Éva                                                            |
| Ginger                       | Meghan Strange                   | Solecki Janka                                                           |
| Mrs. Higgins                 | Russi Taylor                     | Bókai Mária                                                             |
| Jun hercegnő                 | Michaela Zee                     | Kántor Kitty (1. hang) Szűcs Anna Viola (2.hang) Czető Zsanett (3.hang) |
| Nigel                        | Jeffrey Tambor                   | Vass Gábor                                                              |
| Quon                         | James Sie                        | Kapácsy Miklós (1. hang) Holl Nándor (2. hang)                          |
| Lin-Lin                      | G.K. Bowes                       | Kocsis Judit                                                            |
| Jin herceg                   | Brian Lee                        | Závodi Marcel (1. hang) Nagy Gereben (2. hang)                          |
| Maya hercegnő                | Olivia Grace                     | Simonyi Réka                                                            |
| Lucinda                      | Merit Leighton                   | Károlyi Lili                                                            |
| Madam Ubetcha                | Nika Futterman                   | Agócs Judit (1. hang) Csere Ágnes (2. hang)                             |
| Jázmin hercegnő              | Linda Larkin                     | Györfi Anna                                                             |
| Boswell                      | Liam O’Brien                     | Szűcs Sándor                                                            |
| Galamb                       | Jamie Mitchell                   | Forgács Gábor                                                           |
| Jasper                       | Lyons Luke Mathias               | Laurinyecz Réka (1. hang) Ács Balázs (2. hang)                          |
| Miss Nettle                  | Megan Mullally                   | Náray Erika                                                             |
| Helen Hanshaw                | Viola Davis                      | Makay Andrea                                                            |
| Belle                        | Julie Nathanson                  | Nádasi Veronika                                                         |
| Tilly néni                   | Bonnie Hunt                      | Mics Ildikó                                                             |
| Wilbur                       | Corey Burton                     | Bolla Róbert                                                            |
| Oona                         | Kiernan Shipka                   | Vadász Bea                                                              |
| Emmaline királynő            | Jodi Benson                      | Bertalan Ágnes                                                          |
| Sven                         | John Ross Bowie                  | Gyurin Zsolt                                                            |
| Plank                        | Phil Morris                      | Kálid Artúr                                                             |
| Cora                         | Sarah Mitchell                   | Füredi Nikolett                                                         |
| Myles                        | Clancy Brown                     | Vass Gábor                                                              |
| Csipkerózsika                | Kate Higgins                     | F. Nagy Eszter                                                          |
| Madame Collette              | Jennifer Hale                    | Csere Ágnes                                                             |
| James babaként               | Julie Dolan                      | Straub Martin                                                           |
| Rex                          | Jim Cummings                     | Varga Gábor                                                             |
| Axel herceg                  | Colin Ford                       | Baráth István                                                           |
| Vaughan és Vance             | Sage Ryan                        | Jéger Zsombor                                                           |
| Bemondó                      | Keith Ferguson                   | Pavletits Béla                                                          |
| Electra                      | Rose Abdoo                       | Makay Andrea                                                            |
| Sir Gillium                  | Jess Harnell                     | Takács András                                                           |
| Marla                        | Tracey Ullman                    | Spilák Klára                                                            |
| Sir Bartleby                 | Keith Ferguson                   | Posta Victor                                                            |
| Sir Maxwell                  | Thomas Bromhead                  | Csík Csaba Krisztián                                                    |
| Sir Finnegan                 | Robin Atkin Downes               | Bácskai János                                                           |
| Desmond herceg               | Joshua Carlon                    | Pál Dániel Máté                                                         |
| Khalid herceg                | Khamani Griffin                  | Nagy Gereben                                                            |
| Ogre                         | Keith Ferguson                   | Törköly Levente                                                         |
| Gwen                         | Ginnifer Goodwin                 | Bognár Anna                                                             |
| Andre séf                    | Robin Atkin Downes               | Harcsik Róbert                                                          |
| Lady Joy                     | G. Hannelius                     | Lamboni Anna                                                            |
| Lord Gilbert                 | Keith Ferguson                   | Bácskai János                                                           |
| Meg                          | Fiona Bishop                     | Madarász Éva                                                            |
| Peg                          | Fiona Bishop                     | Jelinek Éva                                                             |
| Winifred                     | Russi Taylor                     | Bessenyei Emma (1. hang) Szabó Éva (2. hang)                            |
| Goodwyn                      | Jim Cummings                     | Bognár Tamás                                                            |
| Wu-Chang                     | Keone Young                      | Melis Gábor (1. hang) Fodor Tamás (2. hang)                             |
| Sir Dax                      | Mick Wingert                     | Szatory Dávid                                                           |
| Boo                          | Mitchell Whitfield               | Pavletits Béla                                                          |
| Lei-Lani hercegnő            | Abigail Mavity                   | Bogdányi Titanilla                                                      |
| Lani hercegnő                | Abigail Mavity                   | Csifó Dorina (1. hang) Gyarmati Laura (2. hang)                         |
| Mamanu                       | Angelique Perrin                 | Bodor Böbe (1. hang) Sági Tímea (2. hang)                               |
| Freedo                       | Mick Wingert                     | Faragó József                                                           |
| Praline                      | Keith Ferguson                   | Vári Attila                                                             |
| Popov professzor             | Jim Cummings                     | Nádházy Péter                                                           |
| Öreg ember                   | Jamie Mitchell                   | Várkonyi András                                                         |
| Greylock                     | Mitchell Whitfield               | Fekete Zoltán                                                           |
| Magnus király                | Carlos Alazraqui                 | Bácskai János                                                           |
| Slickwell                    | Christian Borle                  | Magyar Bálint                                                           |
| Ivy hercegnő                 | Anna Camp                        | Peller Anna                                                             |
| Aranyhaj                     | Mandy Moore                      | Csifó Dorina                                                            |
| Everburn                     | Oliver Platt                     | Barabás Kiss Zoltán                                                     |
| Flambeau                     | John Michael Higgins             | Csík Csaba                                                              |
| Nitelite                     | Mick Wingert                     | Kerekes József                                                          |
| Hobwing                      | Gary Anthony Williams            | Szabó Máté                                                              |
| Smokelee                     | Sam Riegel                       | Bognár Tamás                                                            |
| Bajszos                      | Nick Offerman                    | Czvetkó Sándor                                                          |
| Tél                          | Alyson Hannigan                  | Nemes Takách Kata                                                       |
| Tiana                        | Anika Noni Rose                  | Vágó Bernadett                                                          |
| Glecser                      | Phylicia Rashad                  | Tímár Éva                                                               |
| Amy                          | Liliana Mumy                     | Dögei Éva                                                               |
| Kurt                         | Bridger Zadina                   | Baradlay Viktor                                                         |
| Elliot                       | Nolan Gould                      | Borbíró András                                                          |
| Bryce Twigley                | Mick Wingert                     | Galbenisz Tomasz                                                        |
| Master Erwin                 | Keith Ferguson                   | Szokolay Ottó                                                           |
| Tizzy                        | Melissa Rauch                    | Balogh Anna                                                             |
| Jane                         | Liliana Mumy                     | Andrádi Zsanett                                                         |
| Kari hercegnő                | Kiara Muhammad                   | Hermann Lilla                                                           |
| Miss Elodie                  | Tania Gunadi                     | Pap Katalin                                                             |
| Flip                         | Connor Wise                      | Berecz Kristóf Uwe                                                      |
| Shelly                       | Jenna Lea Rosen                  | Dögei Éva                                                               |
| Fluke                        | Gabe Eggerling                   | Baráth István                                                           |
| Slim                         | Sean Schemmel                    | Szatory Dávid                                                           |
| Mantacorn                    | Jonathan Adams                   | Gubás Gabi                                                              |
| Onyx                         | Kevin Schon                      | Seder Gábor                                                             |
| Opal                         | Grey DeLisle                     | Bozó Andrea                                                             |
| Wendell Fidget               | Ilan Galkoff                     | Szolnoki Balázs                                                         |
| Zooey hercegnő               | Fiona Bishop                     | Laudon Andrea                                                           |
| Balerina                     | Tamara Krinsky                   | Tóth Dorottya                                                           |
| Muck                         | David Koechner                   | Szűcs Sándor                                                            |
| Gunk                         | Trevor Devall                    | Barabás Kiss Zoltán                                                     |
| Grime                        | Keith Ferguson                   | Karácsonyi Zoltán                                                       |
| Spruce                       | Greg Ellis                       | Kapácsy Miklós                                                          |
| Roderick herceg              | Cary Elwes                       | Horváth Illés                                                           |
| Merida                       | Ruth Connell                     | Lamboni Anna                                                            |
| Narrátor                     | Hugh Bonneville                  | Szabó Sipos Barnabás (1. hang) Ujréti László (2. hang)                  |
| Mazzimo                      | Dean Norris                      | Sarádi Zsolt                                                            |
| Gavin                        | Fred Tatasciore                  | Dolmány Attila                                                          |
| Tempest                      | Abigail Mavity                   | Czető Ádám                                                              |
| Ellegra                      | Grey DeLisle                     | Pap Katalin                                                             |
| Kazeem                       | Connor Wise (1. hang) Jadon Sand | Pál Dániel Máté (1. hang) Tóth Márk (2. hang)                           |
| Fizz                         | Keith Ferguson                   | Háda János                                                              |
| Grotta                       | Jessica DiCicco                  | Szilágyi Csenge                                                         |
| Főnök                        | Robert Morse                     | Borbiczki Ferenc                                                        |
| Flinch                       | Dino Andrade                     | Moser Károly                                                            |
| Sergio Adagio                | John Steven Rocha                | Kerekes József                                                          |
| Tessa királynő               | Shari Belafonte                  | Várkonyi Andrea                                                         |
| Button                       | Isla Fisher                      | Kiss Virág Magdolna                                                     |
| Benngee                      | Sean Astin                       | Elek Ferenc                                                             |
| Brody                        | Vargus Mason                     | Markovics Tamás                                                         |
| Marcus Király                | Stephen Guarino                  | Mészáros Máté                                                           |
| Elfred                       | Chris Edgerly                    | Fekete Zoltán                                                           |
| Elfonso                      | Todd Haberkorn                   | Szerednyei János                                                        |
| Duncan                       | Jason Hightower                  | Megyeri János                                                           |
| Herb                         | Alan Ruck                        | Potocsny Andor                                                          |
| Halia királynő               | Monica Richardson                | Téglás Judit                                                            |
| Kamea király                 | Kevin Michael Richardson         | Mészáros Máté                                                           |
| Milo                         | Thom Adcox-Hernandez             | Seszták Szabolcs                                                        |
| Garrick király               | Keith Ferguson                   | Rosta Sándor                                                            |
| Derek herceg                 | Connor Wise                      | Berecz Kristóf Uwe                                                      |
| Olaf                         | Josh Gad                         | Seder Gábor                                                             |
| Henrik király                | Mick Wingert                     | Kassai Károly                                                           |
| Morgana                      | Catherine O'Hara                 | Náray Erika                                                             |
| Merlin                       | Jeff Bennett                     | Csuha Lajos                                                             |
| Calista                      | Katie Zieff                      | Szűcs Anna Viola                                                        |
| Cecily királynő              | Barbara Dirickson                | Kiss Virág Magdolna                                                     |
| Cuki                         | Mick Wingert                     | Pusztaszeri Kornél                                                      |
| Sassofras                    | Jamie Denbo                      | Bertalan Ágnes                                                          |
| Barley''                     | Khary Payton                     | Varga Gábor                                                             |
| Saffron                      | Kelly Stables                    | Sallai Nóra                                                             |
| Zacharias Fleeber professzor | Chris Parnell                    | Barkóci Sándor                                                          |
| Tayo                         | Wilber Zaldivar                  | Jéger Zsombor                                                           |
| Mika                         | Fritz Sperberg                   | Kajtár Róbert                                                           |
| Kai                          | Tristian Chase                   | Morvay Gábor                                                            |
| Argus                        | Fritz Sperberg                   | Faragó József                                                           |
| Gemina                       | Mindy Sterling                   | Csere Ágnes                                                             |
| Nagymama                     | Florence Henderson               | Zsurzs Kati                                                             |
| Brazendell királya           | Fritz Sperberg                   | Bardóczy Attila                                                         |
| Sir Jaxon                    | Blair Underwood                  | Welker Gábor                                                            |
| Sir Oliver                   | Kevin Michael Richardson         | Csík Csaba Krisztián                                                    |
| Kai                          | Jesse L. Martin                  | Horváth Illés                                                           |
| Charlotte hercegnő           | Megan Hilty                      | Nádasi Veronika                                                         |
| Philip király                | Fritz Sperberg                   | Megyeri János                                                           |
| Everly királynő              | Jamie Denbo                      | Donga Andrea                                                            |
| Morris                       | Andrew Rannells                  | Barát Attila                                                            |
| Grimtrix                     | Billy West                       | Szabó P. Szilveszter                                                    |
| Aqualina                     | Carmen Carter                    | Fehér Adrienn                                                           |
| Dorsal                       | Candi Milo                       | Pupos Tímea                                                             |
| Coral                        | Cathy Cavadini                   | Simonyi Réka                                                            |
| Fig                          | Dominic Monaghan                 | Szvetlov Balázs                                                         |
| Malachite                    | Billy Boyd                       | Botár Endre                                                             |
| Omar                         | Kevin Michael Richardson         | Kassai Károly                                                           |
| Ali Bobo                     | Fritz Sperberg                   | Várkonyi András                                                         |
| Habib király                 | Sean Schemmel                    | Gyurin Zsolt                                                            |
| Vega                         | Ming-Na Wen                      | Kisfaludy Zsófia                                                        |
| Skye                         | Andrew Rannells                  | Sólyom-Nagy Máté                                                        |
| Orion                        | Colin Salmon                     | Kis Horváth Zoltán                                                      |
| Azurine                      | Rachael MacFarlane               | Pap Katalin                                                             |
| Bash                         | Brian Cummings                   | Horváth-Töreki Gergely                                                  |
| Harumph                      | Fred Tatasciore                  | Harcsik Róbert                                                          |
| Grump                        | Fritz Sperberg                   | Király Adrián                                                           |
| Prisma                       | Megan Hilty                      | Vágó Zsuzsi                                                             |

## Epizódok

### Pilot epizód
| #  | Eredeti cím          | Magyar cím                | Írta         | Eredeti premier    | Magyar premier    |
| -- | -------------------- | ------------------------- | ------------ | ------------------ | ----------------- |
| 0. | Once Upon a Princess | Egyszer volt egy hercegnő | Craig Gerber | 2012. november 18. | 2013. április 20. |

### 1. évad
| #   | #   | Eredeti cím               | Magyar cím                | Írta                             | Eredeti premier      | Magyar premier                                              |
| --- | --- | ------------------------- | ------------------------- | -------------------------------- | -------------------- | ----------------------------------------------------------- |
| 1.  | 1.  | Just One of the Princess  | A hercegnőversenyző       | Craig Gerber                     | 2013. január 11.     | 2013. május 11. 2014. január 18. M2                         |
| 2.  | 2.  | The Big Sleepover         | A pizsamaparti            | Erica Rothschild                 | 2013. január 18.     | 2013. május 12. 2014. január 25. M2                         |
| 3.  | 3.  | Let the Good Times Troll  | A trolltúra               | Doug Cooney                      | 2013. január 25.     | 2013. május 18. 2014. február 1. M2                         |
| 4.  | 4.  | Cedric's Apprentice       | A varázslótanonc          | Craig Gerber                     | 2013. február 1.     | 2013. május 25. 2014. február 8. M2                         |
| 5.  | 5.  | A Royal Mess              | A családi cirkusz         | Laurie Israel és Rachel Ruderman | 2013. február 8.     | 2013. június 1. 2014. február 15. M2                        |
| 6.  | 6.  | The Shy Princess          | A félénk hercegnő         | Erica Rothschild                 | 2013. február 22.    | 2013. június 8. 2014. február 22. M2                        |
| 7.  | 7.  | Blue Ribbon Bunny         | A kék szalag nyertese     | Craig Gerber                     | 2013. március 15.    | 2013. augusztus 3. 2014. március 1. M2                      |
| 8.  | 8.  | The Princess Test         | A hercegnő vizsga         | Laurie Israel és Rachel Ruderman | 2013. április 12.    | 2013. augusztus 10. 2014. március 8. M2                     |
| 9.  | 9.  | Baileywick's Day Off      | Baileywick szabadnapja    | Doug Cooney                      | 2013. április 26.    | 2013. augusztus 24. 2014. március 16. M2                    |
| 10. | 10. | Tri-Kingdom Picnic        | A Háromkirályság – piknik | Laurie Israel és Rachel Ruderman | 2013. május 17.      | 2013. szeptember 7. 2014. március 22. M2                    |
| 11. | 11. | The Little Witch          | A kis boszorka            | Erica Rothschild                 | 2013. május 31.      | 2013. október 12. 2014. március 29. M2                      |
| 12. | 12. | Two to Tangu              | Sivatagi kaland           | Erica Rothschild                 | 2013. június 14.     | 2013. augusztus 17. 2014. április 5. M2                     |
| 13. | 13. | Finding Clover            | Tapsi szökése             | Craig Gerber és Doug Cooney      | 2013. június 28.     | 2013. szeptember 13. 2014. április 12. M2                   |
| 14. | 14. | The Amulet of Avalor      | Avalor amulettje          | Laurie Israel és Rachel Ruderman | 2013. július 12.     | 2013. október 26. 2014. április 19. M2                      |
| 15. | 15. | The Buttercups            | A boglárkák               | Doug Cooney                      | 2013. augusztus 2.   | 2013. november 2. 2014. április 26. M2                      |
| 16. | 16. | Make Way for Miss Nettle  | A bűbájos terv            | Erica Rothschild                 | 2013. augusztus 23.  | 2013. november 23. 2014. május 3. M2                        |
| 17. | 17. | The Amulet and the Anthem | A béka hercegnő           | Matt Boren                       | 2013. szeptember 13. | 2013. november 2. 2014. május 10. M2                        |
| 18. | 18. | Tea for Too Many          | A puccos teadélután       | Doug Cooney                      | 2013. szeptember 27. | 2014. február 15. 2014. március 18. (DC) 2014. május 17. M2 |
| 19. | 19. | Princess Butterfly        | A pillangó hercegnő       | Erica Rothschild                 | 2013. október 11.    | 2014. február 16. 2014. február 15. (DC) 2014. május 24. M2 |
| 20. | 20. | Great Aunt-Venture        | Az almáspite              | Carter Crocker                   | 2013. október 25.    | 2014. március 1. 2014. március 1. (DC) 2014. május 31. M2   |
| 21. | 21. | The Baker King            | A cukrászkirály           | Laurie Israel és Rachel Ruderman | 2013. november 8.    | 2014. június 7. M2 2014. július 7.                          |
| 22. | 22. | The Floating Palace       | A lebegő palota           | Craig Gerber                     | 2013. november 24.   | 2014. március 8. 2014. március 8.(DC) 2014. június 14. M2   |
| 23. | 23. | Holiday in Enchancia      | Az ünnepek                | Craig Gerber                     | 2013. december 1.    | 2014. június 28. M2                                         |
| 24. | 24. | Four's Crowd              | Egységben az erő          | Elizabeth Keyishian              | 2014. február 14.    | 2014. július 5. M2                                          |

### 2. évad
| #   | #   | Eredeti cím                       | Magyar cím                   | Írta                               | Eredeti premier     | Magyar premier                                  |
| --- | --- | --------------------------------- | ---------------------------- | ---------------------------------- | ------------------- | ----------------------------------------------- |
| 25. | 1.  | Two Princesses and a Baby         | Két hercegnő és egy bébi     | Laurie Israel és Rachel Ruderman   | 2014. március 7.    | 2014. november 15.                              |
| 26. | 2.  | The Enchanted Feast               | A varázslatos lakoma         | Craig Gerber és Michael G. Stern   | 2014. április 4.    | 2014. november 9.                               |
| 27. | 3.  | The Flying Crown                  | A repülő korona              | Erica Rothschild                   | 2014. április 11.   | 2014. november 22.                              |
| 28. | 4.  | Mom's the Word                    | Anyák napja                  | Michael G. Stern                   | 2014. április 25.   | 2014. november 8.                               |
| 29. | 5.  | The Silent Knight                 | A néma lovag                 | Laurie Israel és Rachel Ruderman   | 2014. május 9.      | 2014. december 13.                              |
| 30. | 6.  | Enchanted Science Fair            | A bűbájos tudományos verseny | Carter Crocker és Erica Rothschild | 2014. május 30.     | 2014. december 20.                              |
| 31. | 7.  | King for a Day                    | Király egy nap               | Dani Michaeli                      | 2014. június 27.    | 2014. december 27.                              |
| 32. | 8.  | When You Wish Upon a Well         | A három kívánság             | Michael G. Stern                   | 2014. július 11.    | 2015. április 4.                                |
| 33. | 9.  | Gizmo Gwen                        | Gwen kütyüi                  | Michael G. Stern                   | 2014. július 25.    | 2015. április 11.                               |
| 34. | 10. | Sofia the Second                  | Kétszer volt egy hercegnő    | Erica Rothschild                   | 2014. augusztus 1.  | 2015. április 18.                               |
| 35. | 11. | Mystic Meadows                    | A misztikus mező             | Michael G. Stern                   | 2014. augusztus 8.  | 2015. április 25.                               |
| 36. | 12. | Princesses to the Rescue!         | Hercegnőmentő csapat         | Laurie Israel és Rachel Ruderman   | 2014. augusztus 15. | 2015. június 16.                                |
| 37. | 13. | Ghostly Gala                      | Szellemes bál                | Laurie Israel és Rachel Ruderman   | 2014. október 3.    | 2015. június 15.                                |
| 38. | 14. | The Emerald Key                   | A smaragd kulcs              | Laurie Israel és Rachel Ruderman   | 2014. október 11.   | 2015. július 3. (DJ) 2016. február 1. (DC)      |
| 39. | 15. | Scrambled Pets                    | A kísérlet                   | Erica Rothschild                   | 2014. október 17.   | 2015. június 17.                                |
| 40. | 16. | The Princess Stays in the Picture | A képtelen hercegnők         | Krista Tucker                      | 2014. október 24.   | 2015. június 18.                                |
| 41. | 17. | Baileywhoops                      | A botladozó Baileywick       | Michael G. Stern                   | 2014. november 7.   | 2015. június 19.                                |
| 42. | 18. | The Curse of Princess Ivy         | Ivy hercegnő átka            | Craig Gerber és Erica Rothschild   | 2014. november 23.  | 2015. március 8.                                |
| 43. | 19. | Winter's Gift                     | Az ajándék                   | Michael G. Stern                   | 2014. december 12.  | 2015. június 24.                                |
| 44. | 20. | The Leafsong Festival             | Az erdő hangjai fesztivál    | Laurie Israel és Rachael Ruderman  | 2015. január 16.    | 2015. június 22.                                |
| 45. | 21. | Substitute Cedric                 | Cedric, a helyettestanár     | Krista Tucker                      | 2015. február 20.   | 2015. június 23.                                |
| 46. | 22. | Clover Time                       | Tapsi beköltözik             | Laurie Israel és Rachel Ruderman   | 2015. március 27.   | 2015. június 25.                                |
| 47. | 23. | In a Tizzy                        | A verseny                    | Erica Rothschild                   | 2015. március 27.   | 2016. február 4. (DC)                           |
| 48. | 24. | A Tale of Two Teams               | Két csapat meséje            | Michael G. Stern                   | 2015. március 27.   | 2015. június 26.                                |
| 49. | 25. | The Littlest Princess             | Az apró hercegnő             | Laurie Israel és Rachel Ruderman   | 2015. július 1.     | 2015. július 4. (DJ) 2016. február 4. (DC)      |
| 50. | 26. | Buttercup Amber                   | Amber és a boglárkák         | Michael G. Stern                   | 2015. július 8.     | 2015. augusztus 29. (DJ) 2016. február 5. (DC)  |
| 51. | 27. | Carol of the Arrow                | Íjász Carol                  | Krista Tucker                      | 2015. július 15.    | 2015. szeptember 5. (DJ) 2016. február 8. (DC)  |
| 52. | 28. | Sidekick Clio                     | Szió, Clio!                  | Erica Rothschild                   | 2015. július 22.    | 2015. szeptember 12. 2016. február 9. (DC)      |
| 53. | 29. | Minimus is Missing                | Minimus eltűnése             | Erica Rothschild                   | 2015. augusztus 12. | 2015. szeptember 19. (DJ) 2016. február 2. (DC) |

### 3. évad
| #   | #   | Eredeti cím                                          | Magyar cím                                    | Írta                             | Eredeti premier      | Magyar premier        | Magyar premier     |
| #   | #   | Eredeti cím                                          | Magyar cím                                    | Írta                             | Eredeti premier      | Disney Junior         | Disney Channel     |
| --- | --- | ---------------------------------------------------- | --------------------------------------------- | -------------------------------- | -------------------- | --------------------- | ------------------ |
| 54. | 1.  | Cool Hand Fluke                                      | Mázli mázlija                                 | Michael G. Stern                 | 2015. augusztus 5.   | 2015. október 24.     | 2016. október 11.  |
| 55. | 2.  | Cedric Be Good                                       | Cedric, a jóságos                             | Laurie Israel & Rachel Ruderman  | 2015. szeptember 18. | 2015. november 28.    | 2016. október 18.  |
| 56. | 3.  | Princess Adventure Club                              | A hercegnő kaland klub                        | Erica Rothschild                 | 2015. szeptember 25. | 2015. december 5.     | 2016. október 19.  |
| 57. | 4.  | Minding the Manor                                    | A gondnoknő                                   | Krista Tucker                    | 2015. október 2.     | 2015. november 14.    | 2016. október 14.  |
| 58. | 5.  | The Secret Library                                   | A titkos könyvtár                             | Craig Gerber                     | 2015. október 12.    | 2015. december 12.    | 2016. október 20.  |
| 59. | 6.  | New Genie on the Block                               | Csiribí-csiribá                               | Krista Tucker                    | 2015. október 16.    | 2015. október 17.     | 2016. október 10.  |
| 60. | 7.  | The Fliegel Has Landed                               | A nemtündéri tündér                           | Michael G. Stern                 | 2015. október 23.    | 2015. november 21.    | 2016. október 17.  |
| 61. | 8.  | The Princess Ballet                                  | Hercegnő balett                               | Laurie Israel & Rachel Ruderman  | 2015. november 1.    | 2016. április 18.     | 2016. október 24.  |
| 62. | 9.  | All the Sprite Moves                                 | Egy meggondolatlan lépés                      | Erica Rothschild                 | 2015. november 6.    | 2015. október 31.     | 2016. október 12.  |
| 63. | 10. | Sofia in Elvenmoor                                   | Szófia Manóföldén                             | Krista Tucker                    | 2015. november 13.   | 2016. április 21.     |                    |
| 64. | 11. | Stormy Lani                                          | Háborgó Lani                                  | Allen J. Zipper                  | 2015. november 20.   | 2016. április 30.     | 2016. október 26.  |
| 65. | 12. | Lord of the Rink                                     | A jégpálya ördöge                             | Laurie Israel & Rachel Ruderman  | 2015. december 4.    | 2015. december 19.    | 2016. február 10.  |
| 66. | 13. | The Secret Library: Olaf and the Tale of Miss Nettle | A titkos könyvtár: Miss Nettle és Olaf meséje | Rachel Ruderman & Craig Gerber   | 2016. február 15.    | 2016. május 7.        | 2016. október 27.  |
| 67. | 14. | Gone With the Wand                                   | Morgana tükrei                                | Michael G. Stern                 | 2016. március 4.     | 2016. szeptember 10.  |                    |
| 68. | 15. | Bad Little Dragon                                    | Rossz kis sárkány                             | Vivian Mejia                     | 2016. március 11.    | 2016. szeptember 17.  |                    |
| 69. | 16. | Bunny Swap                                           | Nyuszi csere                                  | Erica Rothschild                 | 2016. március 25.    | 2016. április 23.     | 2016. október 25.  |
| 70. | 17. | Her Royal Spyness                                    | Őkémessége!                                   | Laurie Israel                    | 2016. április 25.    | 2016. november 12.    | 2016. október 28.  |
| 71. | 18. | Best in Air Show                                     | A légi bemutató                               | Erica Rothschild                 | 2016. május 6.       | 2016. november 5.     |                    |
| 72. | 19. | Dads and Daughters Day                               | Apa-lánya nap                                 | Laurice Israel & Rachel Ruderman | 2016. június 17.     | 2015. november 7.     | 2016. október 19.  |
| 73. | 20. | The Tale of the Noble Knight                         | A titkos könyvtár: A nemes lovag meséje       | Laurie Israel & Rachel Ruderman  | 2016. július 1.      | 2016. szeptember 3.   |                    |
| 74. | 21. | The Bamboo Kite                                      | A bambusz sárkány                             | Craig Carlisle                   | 2016. július 8.      | 2016. november 26.    |                    |
| 75. | 22. | Beauty Is the Beast                                  | A szép szörnyeteg                             | Erica Rothschild                 | 2016. augusztus 12.  | 2016. november 19.    |                    |
| 76. | 23. | Cauldronation Day                                    | A boszi avatás                                | Craig Carlisle                   | 2016. október 7.     | 2017. május 13.       |                    |
| 77. | 24. | Camp Wilderwood                                      | Vadonvölgy tábor                              | Michael G. Stern                 | 2016. október 28.    | 2017. május 27.       | 2017. november 2.  |
| 78. | 25. | Royal Vacation                                       | Családi vakáció!                              |                                  | 2016. november 11.   | 2017. június 3.       | 2017. november 3.  |
| 79. | 26. | Hexley Hall                                          | Boszorkány-vár!                               |                                  | 2017. január 7.      | 2017. május 20.       | 2017. november 1.  |
| 80. | 27. | The Princess Prodigy                                 | A tehetséges hercegnő                         |                                  | 2017. február 10.    | 2017. június 10. (DJ) | 2017. november 12. |
| 81. | 28. | One for the Books                                    | Bűbájkák                                      |                                  | 2017. március 31.    | 2017. június 17. (DJ) | 2017. november 11. |

### 4. évad
| #    | #   | Eredeti cím                                      | Magyar cím                                      | Írta                            | Eredeti premier      | Magyar premier           | Magyar premier     |
| #    | #   | Eredeti cím                                      | Magyar cím                                      | Írta                            | Eredeti premier      | Disney Junior / M2       | Disney Channel     |
| ---- | --- | ------------------------------------------------ | ----------------------------------------------- | ------------------------------- | -------------------- | ------------------------ | ------------------ |
| 82.  | 1.  | Day of the Sorcerers                             | A varázslók napja                               | Laurie Israel                   | 2017. április 28.    | 2017. szeptember 30.     | 2017. november 6.  |
| 83.  | 2.  | The Secret Library: Tale of the Eternal Torch    | A titkos könyvtár: Az örök láng meséje          | Don Gillies                     | 2017. május 5.       | 2017. október 7.         | 2017. november 7.  |
| 84.  | 3.  | The Crown of Blossoms                            | A bőség koronája                                | Craig Carlisle                  | 2017. május 12.      | 2017. október 14.        | 2017. november 6.  |
| 85.  | 4.  | Pin the Blame on the Genie                       | Hibáztassuk a dzsinnt?                          | Matt Hoverman                   | 2017. május 19.      | 2017. október 21.        | 2017. november 9.  |
| 86.  | 5.  | The Mystic Isles                                 | A Rejtély-szigetek                              | Laurie Israel & Rachel Ruderman | 2017. június 24.     | 2017. október 28.        | 2017. november 10. |
| 87.  | 6.  | The Mystic Isles: The Princess and the Protector | A Rejtély-szigetek: A hercegnő és az őrzők      | Craig Carlisle & Laurie Israel  | 2017. június 30.     | 2017. november 4.        | 2017. november 13. |
| 88.  | 7.  | The Royal Dragon                                 | Az udvari sárkány                               | Rachel Ruderman                 | 2017. július 31.     |                          | 2017. november 14. |
| 89.  | 8.  | The Mystic Isles: The Mare of the Mist           | A Rejtély-szigetek: A Köd-kancája               | Craig Carlisle                  | 2017. augusztus 4.   |                          | 2017. november 15. |
| 90.  | 9.  | Through the Looking Back Glass                   | A visszapillantó tükör                          | Rachel Ruderman                 | 2017. augusztus 18.  |                          | 2017. november 16. |
| 91.  | 10. | Princess Jade                                    | Jade hercegnő                                   | TBA                             | 2017. szeptember 1.  |                          | 2017. november 17. |
| 92.  | 11. | Ivy's True Colors                                | Ivy igazi arca                                  | TBA                             | 2017. szeptember 29. |                          | 2017. november 20. |
| 93.  | 12. | Too Cute to Spook                                | Szellemes halloween                             | TBA                             | 2017. október 13.    | 2017. november 11.       | 2018. március 12.  |
| 94.  | 13. | Pirated Away                                     | Kalózkaland                                     |                                 | 2017. október 20.    |                          | 2018. március 13.  |
| 95.  | 14. | The Mystic Isles: The Falcon's Eye               | A Rejtély-szigetek: A sólyomszem                |                                 | 2017. október 27.    |                          | 2018. március 14.  |
| 96.  | 15. | The Mystic Isles: The Great Pretender            | A Rejtély-szigetek: A nagy ámítás               |                                 | 2017. november 3.    |                          | 2018. március 15.  |
| 97.  | 16. | The Mystic Isles: A Very Mystic Wassalia         | A Rejtély-szigetek: A nagyon rejtélyes Wassalia |                                 | 2017. december 1.    | 2018. április 21. (M2)   |                    |
| 98.  | 17. | The Birthday Wish                                | A születésnapi kívánság                         |                                 | 2018. január 5.      | 2018. március 25. (M2)   |                    |
| 99.  | 18. | In Cedric We Trust                               | Cedric, a régi barát                            |                                 | 2018. január 26.     |                          | 2018. március 16.  |
| 100. | 19. | The Mystic Isles: A Hero for the Hoodwinks       | A Rejtély-szigetek: Tapsi, a hős                |                                 | 2018. február 16.    | 2019. január 30. (M2)    |                    |
| 101. | 20. | The Mystic Isles: Undercover Fairies             | A Rejtély-szigetek: Tündérek bevetésen          |                                 | 2018. május 2.       | 2019. január 31. (M2)    |                    |
| 102. | 21. | A Royal Wedding                                  | A királyi esküvő                                |                                 | 2018. május 14.      | 2018. május 6. (M2)      |                    |
| 103. | 22. | The Royal School Fair                            | A Hercegnő-suli vására                          |                                 | 2018. május 15.      | 2019. január 29. (M2)    |                    |
| 104. | 23. | The Lost Pyramid                                 | Az elveszett piramis                            |                                 | 2018. május 16.      | 2019. február 1. (M2)    |                    |
| 105. | 24. | Return to Merroway Cove                          | A tengeri tornádó                               |                                 | 2018. május 17.      | 2018. május 13. (M2)     |                    |
| 106. | 25. | The Elf Situation                                | A béketárgyalás                                 |                                 | 2018. május 18.      | 2019. február 4.(M2)     |                    |
| 107. | 26. | Sofia the First: Forever Royal                   | Örökké fenséges                                 |                                 | 2018. szeptember 8.  | 2019. február 5/6/7.(M2) |                    |